# Frank Ulrich Montgomery

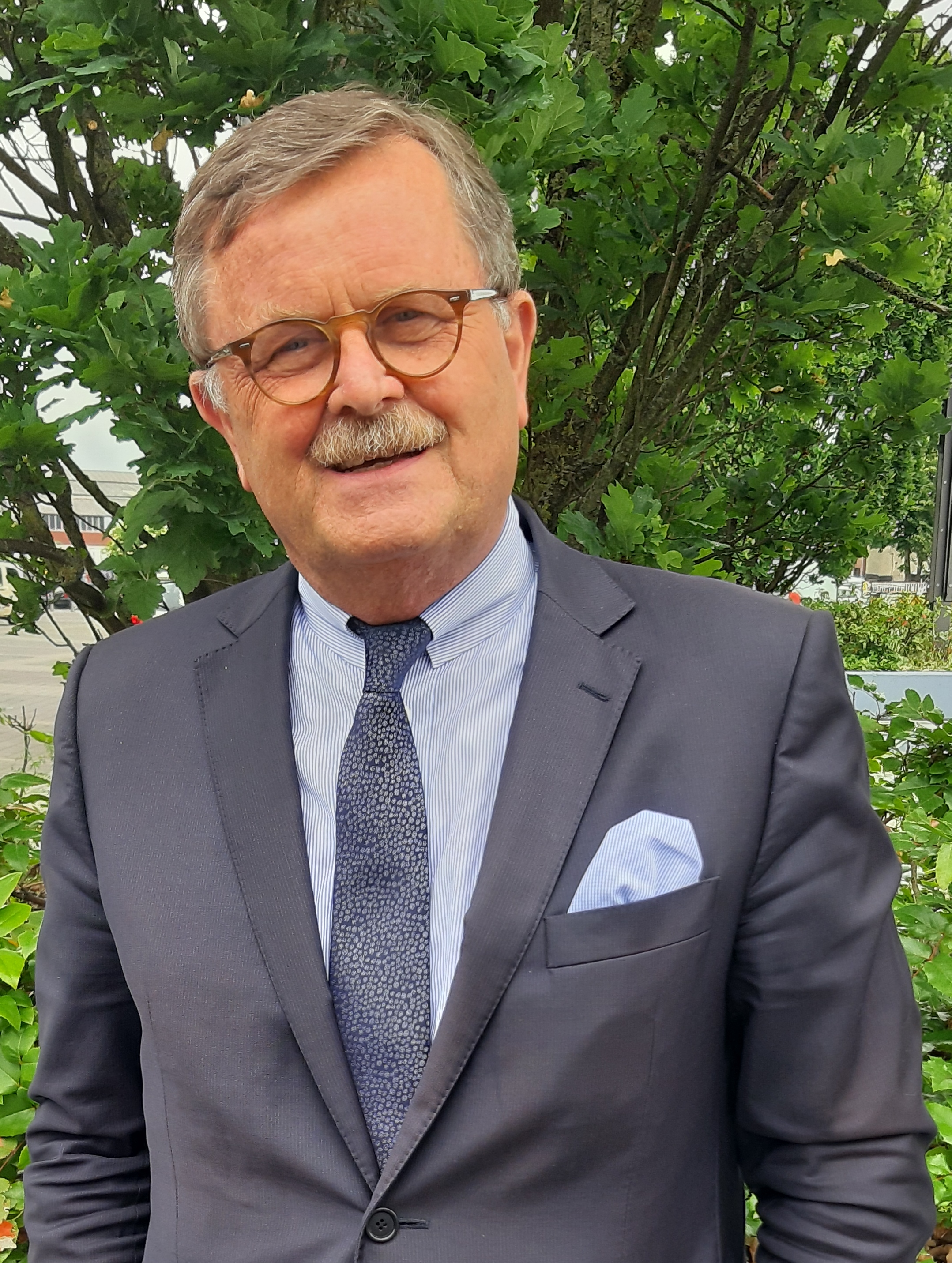
Frank Ulrich Montgomery (2019)

Frank Ulrich Montgomery (* 31. Mai 1952 in Hamburg) ist ein deutscher Radiologe und Ärztefunktionär.

## Leben
In den Jahren 1989 bis 2007 bekleidete Montgomery das Amt des Ersten Vorsitzenden des Bundesvorstandes der Ärztegewerkschaft Marburger Bund, deren Ehrenvorsitzender er seit 2007 ist. Ebenfalls 2007 wurde er zum Vizepräsidenten der Bundesärztekammer berufen. Von 2011 bis 2019 war er deren Präsident. Auf dem 122. Deutschen Ärztetag in Münster wurde er 2019 zum Ehrenpräsidenten der Bundesärztekammer und des Deutschen Ärztetages ernannt.
Am 16. April 2015 wählte der Rat des Weltärztebundes (Council of the World Medical Association, WMA) in seiner 200. Sitzung Montgomery zum stellvertretenden Ratsvorsitzenden. Montgomery wurde auf der 212. Sitzung des Rates des Weltärztebundes am 25. April 2019 in Santiago de Chile zum Ratsvorsitzenden („Chair of Council“) gewählt. Im April 2021 wurde er für einen weiteren Zweijahreszeitraum wiedergewählt. Der Rat des Weltärztebundes kommt 2–3 Mal pro Jahr zu Sitzungen zusammen. Im April 2023 endete seine Tätigkeit im Weltärztebund.
Von Anfang 2019 bis Ende 2021 war Montgomery Präsident des „Ständigen Ausschusses der europäischen Ärzte“ (CPME) in Brüssel, der die europäischen Ärztevereinigungen gegenüber den europäischen Institutionen in Brüssel und Straßburg vertritt. In den Jahren 2017 bis 2022 war Montgomery Aufsichtsratsvorsitzender der Deutschen Apotheker- und Ärztebank, dem er seit 2011 angehörte.

## Werdegang
Montgomerys Vater war ein britischer Offizier, der in der Folge des Zweiten Weltkrieges nach Deutschland gekommen war, seine Mutter eine deutsche Ärztin. Montgomery lebt in Hamburg.
Nach dem Medizinstudium in Hamburg und Sydney erhielt er im Jahr 1979 seine Approbation als Arzt und wurde im selben Jahr mit einer Dissertation zum Thema Stellenwert der Pankreasangiographie in der Diagnostik der Pankreaserkrankungen an der Universität Hamburg promoviert. Seit 1986 ist er Facharzt für Radiologie.

## Mitgliedschaften und Funktionen
In den Jahren 1983 bis 2016 war er Vorsitzender des Landesverbandes des Marburger Bundes in Hamburg.
Von 1987 bis 2002 und von 2006 bis 2019 war er Mitglied des Vorstandes der Bundesärztekammer; davon als Präsident von 2011 bis 2019.
Von 1994 bis 2002 sowie von 2006 bis 2018 war er Präsident der Ärztekammer Hamburg.
Heute ist er Ehrenpräsident der Bundesärztekammer und der Ärztekammer Hamburg.
Montgomery arbeitete bis Ende 2018 als Oberarzt der Radiologischen Klinik des Universitätsklinikums Hamburg-Eppendorf.
Montgomery, der im Jahr 1972 in die SPD eingetreten war, verließ diese Ende 2014 wegen der Einführung des Tarifeinheitsgesetzes.

## Auszeichnungen
Im Jahr 2012 bekam er vom Senat der Hansestadt Hamburg den Ehrentitel Professor verliehen. Damit soll sein Engagement im Bereich der Gesundheits- und Sozialpolitik, der Wissenschaft und der medizinischen Ethik gewürdigt werden.
2013 wurde er mit dem Dr.-Günther-Buch-Preis für Medizin der Johanna-und-Fritz-Buch-Gedächtnis-Stiftung ausgezeichnet.
Von der Jüdischen Gemeinde Düsseldorf hat Montgomery, der auch eine Verbindung zur israelischen Ärztekammer aufgebaut hat, 2019 für seinen Einsatz bei der Aufarbeitung der NS-Vergangenheit der deutschen Ärzteschaft die Josef-Neuberger-Medaille erhalten.

## Positionen

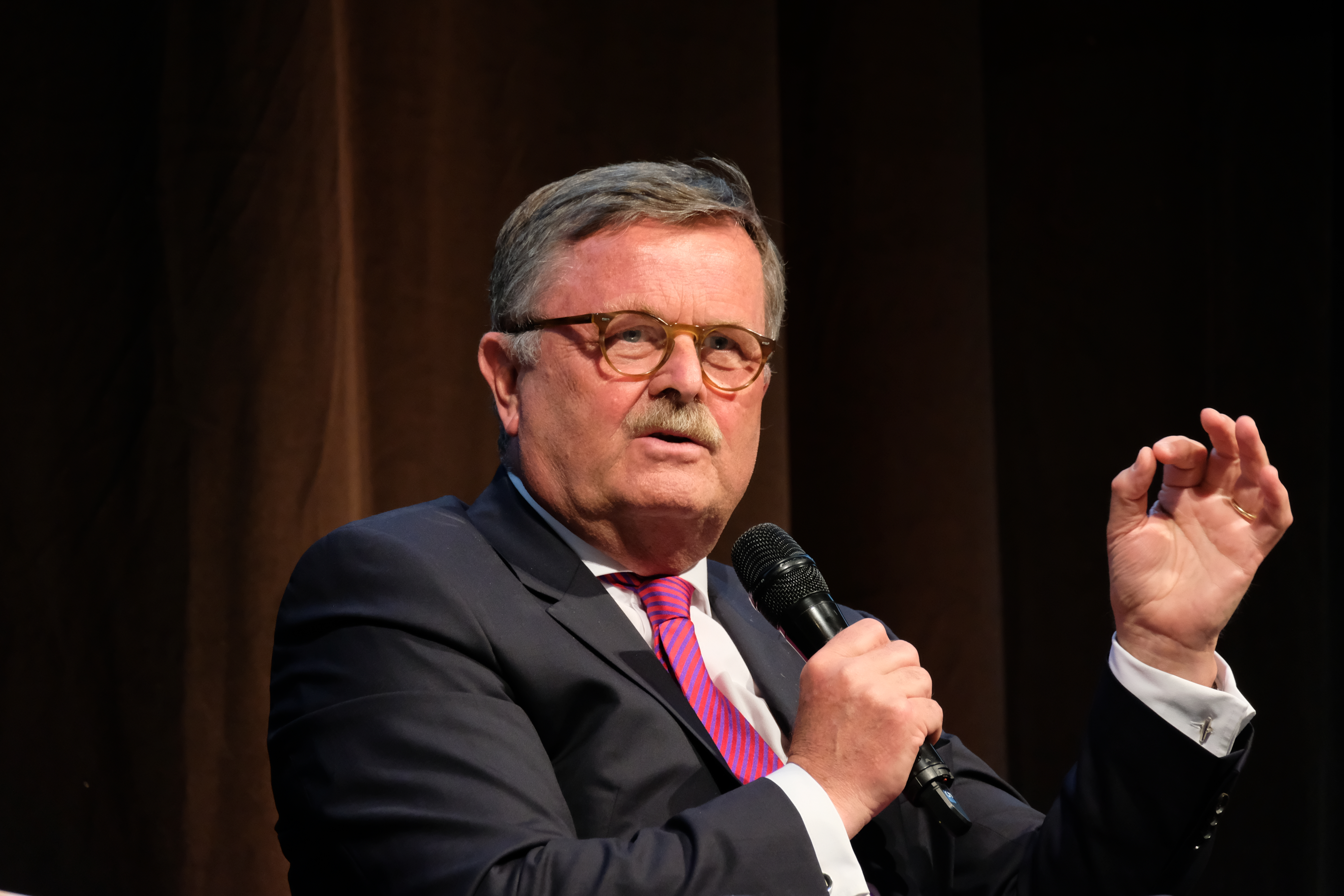
Montgomery auf dem Hauptstadtkongress in Berlin, 2019

Als Vorsitzender des Marburger Bundes engagierte sich Montgomery für einen eigenständigen Tarifvertrag für angestellte Ärzte. Es gelang ihm 2005, einen von der Gewerkschaft Ver.di und den öffentlichen Arbeitgebern bekämpften eigenständigen Tarifvertrag durchzusetzen. Hierfür organisierte Montgomery zwischen 2004 und 2006 die größten Ärztestreiks der deutschen Geschichte. Montgomery war auch der erste Menschenrechtsbeauftragte der Bundesärztekammer. Er befürwortete 2001 das Verbot der Präimplantationsdiagnostik (PID).
Montgomery sprach sich 2002 gegen den zwangsweisen Einsatz von Brechmitteln zur Beweissicherung aus, da es hierbei in Hamburg zu einem Todesfall unter ärztlicher Einwirkung gekommen war, und befürwortete stattdessen die Verabreichung von Abführmitteln.
Er befürwortete eine obligatorische Masern-Impfung.
Montgomery engagiert sich auch für ein Verbot der Sterbehilfe sowie des ärztlich assistierten Suizids. An den Richtlinien zur Sterbebegleitung der Bundesärztekammer wirkte er als Vorsitzender des „Ausschusses Medizin-juristische Grundsatzfragen“ mit.

### Umstrittene Äußerungen während der Covid-19-Pandemie
Im April 2020, zu Beginn der COVID-19-Pandemie, äußerte Montgomery, das Tragen von Schals oder Tüchern als Mund-Nasen-Schutz sei lächerlich. Er betonte, der Staat könne nicht das Tragen selbstgefertigter Masken mit zweifelhaftem Schutz verlangen und Verstöße mit Bußgeldern belegen, wenn er zugleich nicht in der Lage ist, der Bevölkerung ausreichend qualifizierte Masken zur Verfügung zu stellen.
Der Arzt und Medizinjournalist des Magazins Stern Bernhard Albrecht warf Montgomery daraufhin vor, er verstehe wenig „von der komplexen Maskenwissenschaft“ und habe „ein Heer von Wissenschaftlern gegen sich, die die Studienlage gesichtet und lange diskutiert haben“. Im August 2020 bezeichnete Montgomery in einem Interview seine frühere Einschätzung als wissenschaftlichen Irrtum und befürwortete Bußgelder bei bewusster Weigerung, eine Maske zu tragen.
Im Mai 2020 sprach sich Montgomery für eine obligatorische Corona-Impfung aus, sofern es eines Tages einen Impfstoff gegen SARS-CoV-2 gebe. Eine Äußerung in der Talkshow von Anne Will vom 7. November 2021 zum Thema Corona-Neuinfektionen auf Höchststand – braucht Deutschland eine Impfpflicht? erhielt große Aufmerksamkeit: „Momentan erleben wir ja wirklich eine Tyrannei der Ungeimpften, die über das zwei Drittel der Geimpften bestimmen und uns diese ganzen Maßnahmen aufoktroyieren“. Am 27. November 2021 warnte er vor neuen Virusvarianten, die so schlimm sein könnten wie Ebola. Um weitere Varianten zu verhindern, werde es nötig sein, „die Welt noch jahrelang zu impfen“.
In einem Interview mit der Zeitung Die Welt am 26. Dezember 2021 kritisierte Montgomery mit Blick auf die Aufhebung der 2G-Pflicht im Einzelhandel durch Einzelfallentscheidungen des OVG Niedersachsen, dass „kleine Richterlein“ es sich anmaßten, „etwas, das sich wissenschaftliche und politische Gremien mühsam abgerungen haben, mit Verweis auf die Verhältnismäßigkeit zu verwerfen“. Die „Richter rügen Montgomery“, die „Richter kritisieren Montgomery“ deswegen im Gegenzug „als in der Sache unqualifiziert und im Ton unangemessen“. Montgomery erneuerte seine Kritik am 27. Dezember 2021. Das Präsidium der Bundesärztekammer, namentlich der Präsident Klaus Reinhardt und die Vizepräsidenten Ellen Lundershausen und Günther Matheis, distanzierten sich ausdrücklich von den Aussagen Montgomerys und wiesen darauf hin, „dass der Vorstandsvorsitzende des Weltärztebundes, Frank Ulrich Montgomery, von der deutschen Ärzteschaft nicht legitimiert sei, einzelne Regelungen der Länderparlamente, des Bundestages oder der Bundesregierung zu kommentieren. Gewaltenteilung und Unabhängigkeit der Gerichte seien konstitutive Kernelemente des Rechtsstaats.“ Montgomery verteidigte seine Aussagen am 30. Dezember 2021 im Deutschlandfunk und außerdem in der Frankfurter Allgemeinen Zeitung. Anschließend warf auch der Präsident des zuständigen Lüneburger Oberverwaltungsgerichts Thomas Smollich Montgomery vor, die Gewaltenteilung in Deutschland infrage zu stellen. Montgomery wies die Forderung der Kammer zurück, er solle sich als Ratsvorsitzender des Weltärztebunds fortan nur noch zu „internationalen medizinethischen Fragen“ zu Wort melden. Als Motiv der Kritik der Ärztekammer vermutete Montgomery „eine gewisse Eifersucht, die sich unter anderem an meinem Narzissmus reibt.“ Er bekannte sich ausdrücklich zu diesem Narzissmus.

## Privates
Montgomery ist mit einer Fachärztin für Allgemeinmedizin verheiratet. Sie haben zwei erwachsene Kinder.